# Monastère Sainte-Claire de Poligny
Pour les articles homonymes, voir Monastère Sainte-Claire.

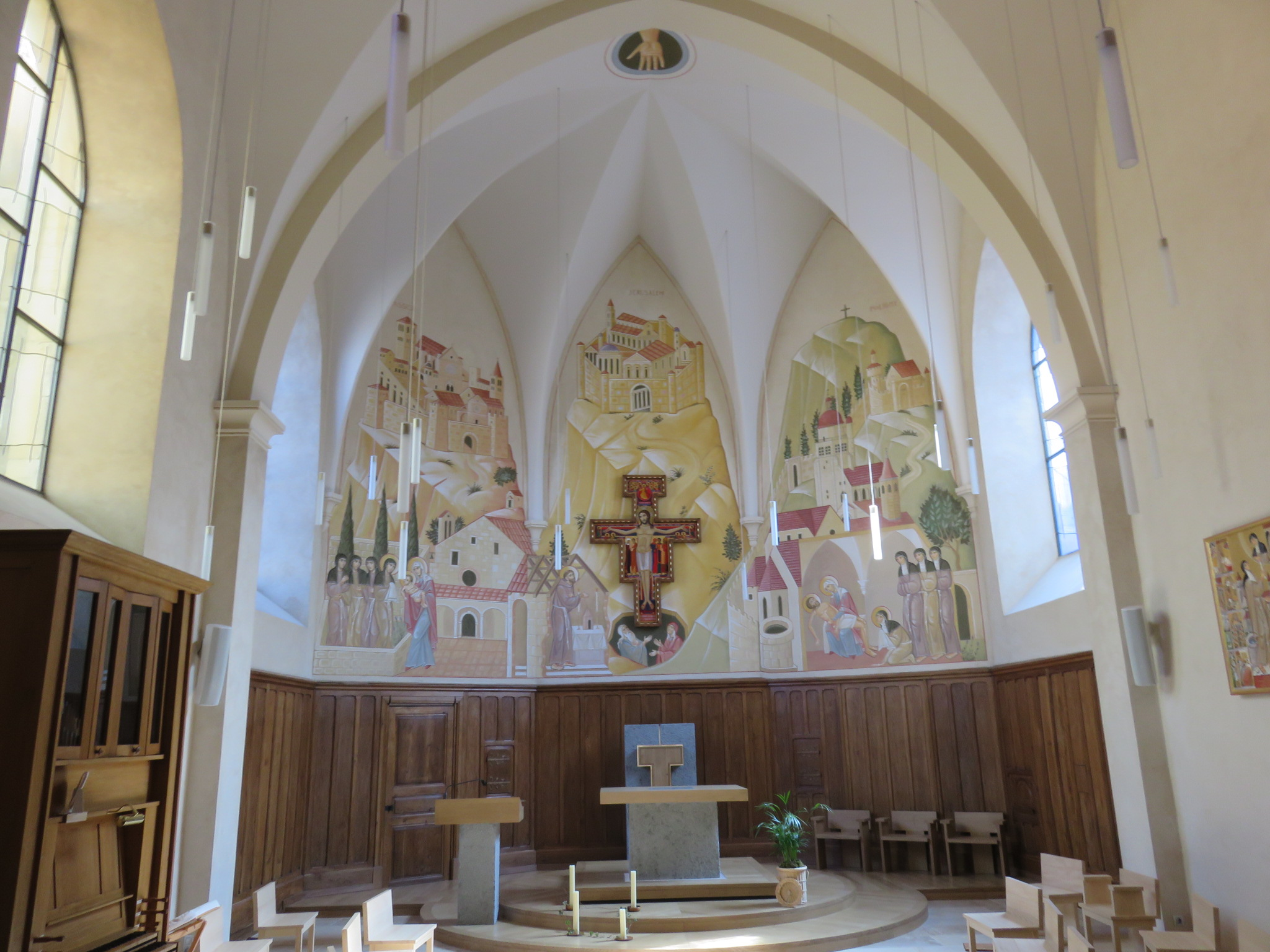
Le chœur avec les fresques.

Le monastère Sainte-Claire de Poligny est un monastère de clarisses situé en Franche-Comté, dans la ville de Poligny.

## Histoire
Le monastère Sainte-Claire a été fondé en 1415 par Colette de Corbie. La construction du monastère fut permise grâce à l’intervention du duc de Bourgogne Jean sans Peur, qui céda son arsenal de Poligny à l'abbesse Colette, pour y édifier sa troisième fondation en Franche-Comté, après celles de Besançon et Auxonne.
Les clarisses ont quitté à deux reprises Poligny. La première fois lors de la guerre de Dix Ans (1634-1644) où les armées françaises ravagent la Franche-Comté espagnole. La ville de Poligny et le monastère sont incendiés. La seconde fois en 1792 pendant de la révolution et les sœurs reviendront lors de la Restauration.
L'ensemble des bâtiments de l'abbaye, ainsi que les cours et jardins sont inscrits au titre des monuments historiques depuis le 2 août 2006.

## Vocation
Vingt-et-une religieuses vivent dans le monastère de Poligny (en 2021) et y suivent la règle de sainte Claire. La communauté se voue entièrement à sa vocation première, la prière contemplative. Elle vit principalement des dons du voisinage ou de familles amies.

### Source
- Poligny. La pauvreté joyeuse, dans La Croix du 10 août 2013.

### Documentaires
- Le monde des clarisses, une vie de dons, documentaire radiophonique d'Élise Andrieu et Anna Szmuc diffusé par France Culture le 30/12/2015
- Sainte Claire de Poligny, réalisation Lizette Lemoine et Aubin Hellot, Production 5 continents, 2003
- Dans la lumière de Sainte Claire, les Clarisses de Poligny, film de Jean-Claude Guerguy, 1989